# (82638) Bottariclaudio
(82638) Bottariclaudio est un astéroïde de la ceinture principale.

## Description
(82638) Bottariclaudio est un astéroïde de la ceinture principale. Il fut découvert le 7 août 2001 à San Marcello Pistoiese par Luciano Tesi et Maura Tombelli. Il présente une orbite caractérisée par un demi-grand axe de 3,02 UA, une excentricité de 0,12 et une inclinaison de 9,1° par rapport à l'écliptique.

## Compléments